# Русудан (дочь Деметре I)
Русудан (груз. რუსუდანი; XII век, Грузия — XIII век, Грузия) — грузинская княжна XII века из царского рода Багратионов. Она была дочерью грузинского царя Деметре I, сестрой царей Давида V и Георгия III и тёткой по отцовской линии грузинской царицы Тамары. На грузинском языке её называли «дедопали», что означает «царица». В империи Сельджуков она была известна как Абхазийя Хатун.
В 1143 году она вышла замуж за сельджукского султана Гийяс ад-Дина Масуда и получила в приданое Гянджу. Однако брак продлился всего несколько лет до смерти султана в 1152 году. Затем она вышла замуж за его дядю, султана Ахмада Санджара. После смерти Санджара в 1157 году она вышла замуж за его племянника, султана Сулейман-шаха. Брак продлился до смерти султана в 1161 году, после чего она вернулась в Грузию. Русудан была бездетной, и больше замуж не выходила. Две её племянницы, дочери её брата Георгия, Тамара и Русудан, получили образование при её дворе в Самшвилде.
После смерти брата Русудан в 1184 году на престол взошла его дочь Тамара. Во время её правления у Русудан было влияние. В 1185 году к политическому заговору, направленному на ограничение власти Тамары, присоединился Юрий Боголюбский. В этот период Русудан сотрудничала с Католикосом (главой Грузинской церкви) в организации брака Юрия и Тамары. Она также была приемной матерью аланского принца Давида Сослана, за которого Тамара вышла замуж во второй раз в 1189 году после развода с первым мужем в 1187 году.